# 레블 리지
《레블 리지》(영어: Rebel Ridge)는 2024년 넷플릭스에서 공개한 미국의 스릴러 드라마 영화이다.

## 출연진

### 주연
- 에런 피어 - 테리 리치먼드 역
- 돈 존슨 - 샌디 번 역
- 안나소피아 롭 - 서머 맥브라이드 역

### 조연
- 데이비드 덴맨 - 에반 마스턴 경관 역
- 에모리 코헨 - 스티브 랜 경관 역
- 제임스 크롬웰 - 판사 역
- 스티브 지시스 - 엘리엇 역
- 자네이 제이 - 제시카 심스 경관 역
- 다나 리 - 류 역

## 주요 링크
- (영어) 레블 리지 - 인터넷 영화 데이터베이스
- (영어) 레블 리지 – 로튼 토마토
- (영어) 레블 리지 – 메타크리틱
- 레블 리지 - 넷플릭스